# Ґейл Маркіс
Ґейл Маркіс (англ. Gail Marquis, 18 листопада 1954) — американська баскетболістка.
срібна призерка Олімпійських Ігор 1976 року.
Срібна призерка літньої універсіади 1977 року.

## Особисте життя
Ґейл Маркіс є відкритою лесбійкою, та одружена на жінці.